# Valerij Medvedcev
Valerij Alekseevič Medvedcev (cirillico Валерий Алексеевич Медведцев; traslitterazione anglosassone Valery Alekseyevich Medvedtsev; Iževsk, 5 luglio 1964) è un ex biatleta e allenatore di biathlon sovietico, in seguito alla dissoluzione dell'Unione Sovietica, nel 1991 ha assunto la nazionalità russa.
È marito di Ol'ga e in precedenza era stato sposato con Natal'ja Snytina, a loro volta biatlete di alto livello.

## Biografia

### Carriera da biatleta
Al suo debutto internazionale, ai Mondiali del 1986, ha vinto l'oro in tutte e tre le discipline previste: individuale, sprint e staffetta. In carriera è andato a medaglia anche in altre tre edizioni dei Mondiali e in due delle sue tre partecipazioni olimpiche (Calgary 1988, Albertville 1992 e Lillehammer 1994).

### Carriera da allenatore
Ritiratosi dopo Lillehammer 1994 è divenuto allenatore di biathlon; in tale veste ha guidato la Nazionale di biathlon della Russia ai XIX Giochi olimpici invernali di Salt Lake City 2002.

## Palmarès

### Olimpiadi
- 4 medaglie:
  - 1 oro (staffetta a Calgary 1988)
  - 3 argenti (individuale[2], sprint[2] a Calgary 1988; staffetta ad Albertville 1992)

### Mondiali
- 6 medaglie:
- 4 ori (individuale[2], sprint[2], staffetta a Falun/Oslo 1986; individuale[2] a Minsk/Oslo/Kontiolahti 1990)
- 1 argento (staffetta[2] a Borovec 1993)
- 1 bronzo (gara a squadre a Lahti 1991)

### Coppa del Mondo
- Miglior piazzamento in classifica generale: 3º nel 1990
- 9 podi (8 individuali, 1 a squadre[3]), oltre a quelli conquistati in sede olimpica e iridata e validi anche ai fini della Coppa del Mondo:
  - 3 vittorie (individuali)
  - 3 secondi posti (2 individuali, 1 a squadre)
  - 3 terzi posti (individuali)

#### Coppa del Mondo - vittorie
| Data             | Località   | Nazione | Specialità |
| ---------------- | ---------- | ------- | ---------- |
| 16 gennaio 1986  | Anterselva | Italia  | IN         |
| 17 dicembre 1986 | Hochfilzen | Austria | IN         |
| 19 febbraio 1987 | Canmore    | Canada  | IN         |

Legenda:

IN = individuale